# Dee Barton
Dewells „Dee“ Barton Jr. (* 18. September 1937 in Houston; † 3. Dezember 2001 in Brandon (Mississippi)) war ein US-amerikanischer Jazz-Musiker (Posaune, Schlagzeug), Arrangeur und Filmkomponist.

## Leben und Wirken
Barton wuchs in Starkville ala Sohn eines Highschool-Bandleaders auf. Er graduierte an der North Texas State University, wo er in der One O'Clock Lab Band spielte, und wurde 1961 Posaunist im Orchester von Stan Kenton, um im folgenden Jahr ans Schlagzeug zu wechseln. Barton, der bei Kenton-Alben wie Adventures In Jazz (1961) und Mellophonium Moods (1962) mitwirkte, schrieb für die Kenton-Band die Titel Turtle Talk und Waltz of the Prophets. Bis Ende 1963 blieb er bei Kenton, arbeitete dann als freischaffender Komponist und Arrangeur. 1965 zog er nach Los Angeles und schrieb Musik für Fernsehshows und Werbung. 1967 spielte er erneut bei Kenton als Schlagzeuger und komponierte die Musik zu dessen Album The Jazz Compositions of Dee Barton (Capitol, 1968).
Barton verließ Kenton 1969, um eine eigene Bigband zu gründen, mit der er in Nachtclubs von North Hollywood auftrat. Dort wurde Clint Eastwood auf den Bandleader aufmerksam und fragte Barton, ob er Filmmusik für ihn komponieren wolle. In den folgenden Jahren schrieb er u. a. die Soundtracks von Sadistico (1971), Ein Fremder ohne Namen (1973) und zu Michael Ciminos Actionkomödie Die letzten beißen die Hunde (1974). In den 1970er und 1980er Jahren arbeitete er in Memphis (Tennessee) für das Fernsehen. Seit 1988  unterrichtete er u. a. am New England Conservatory of Music, an der University of Alabama  und der Jackson State University in Mississippi. 1996 veröffentlichte das Dallas Jazz Orchestra ein Album mit Bartons Kompositionen, das für den Grammy nominiert wurde.

## Filmografie (Auswahl)
- 1971: Sadistico – Wunschkonzert für einen Toten (Regie: Clint Eastwood)
- 1972: The Marshal of Windy Hollow (Regie: Jerry Whittington)
- 1973: Ein Fremder ohne Namen (Regie: Clint Eastwood)
- 1974: Die Letzten beißen die Hunde (Regie: Michael Cimino)
- 1982: Death Screams (Regie: David Nelson)
- 1988: Duncan Jack und Mister Boon (Regie: Worth Keeter)